# Cikampek Utara
Cikampek Utara is een bestuurslaag in het regentschap Karawang van de provincie West-Java, Indonesië. Cikampek Utara telt 17.001 inwoners (volkstelling 2010).